# Великое (Сумская область)
Великое (укр. Велике) — село,
Зарудянский сельский совет,
Роменский район,
Сумская область,
Украина.
Код КОАТУУ — 5924185002. Население по переписи 2001 года составляло 42 человека .

## Географическое положение
Село Великое находится на одном из истоков реки Липовка.
На расстоянии в 1 км расположено село Зарудье.